# Sint Vincentius Ziekenhuis (Paramaribo)
Het Sint Vincentius Ziekenhuis, ook wel RKZ (Rooms Katholiek Ziekenhuis), is een hospitaal uit 1916, gelegen aan de Koninginnestraat 4 te Paramaribo, Suriname. Dit gebouw is onderdeel van de historische binnenstad van Paramaribo, die sinds 2002 door UNESCO aan de Werelderfgoedlijst is toegevoegd.

## Geschiedenis
Op 29 september 1894 arriveerden de eerste rooms-katholieke Zusters van Liefde van Onze Lieve Vrouw, Moeder van Barmhartigheid, ook wel de liefdezusters genoemd, in Suriname met als doel om leprapatiënten te verzorgen.
In de periode van 1887 tot 1910 waren deze zusters verbonden aan het Militair Hospitaal. Wegens een hoog oplopend arbeidsconflict met dr. E.A. Koch, chef van het Militair Hospitaal, verlieten zij in 1910 het Militair Hospitaal. De bevolking wilde graag dat zij bleven en tekenden een petitie hiervoor. Dit leidde op 9 januari 1911 tot het opzetten van de eerste particuliere ziekeninrichting in Suriname, waarbij zieken door de liefdezusters werden verpleegd in een tweetal huizen aan de toenmalige Gravenstraat nr 72.
In 1913 werd het initiatief genomen om een groter en modern ziekenhuis op te zetten.
Het nieuwe ziekenhuis werd gefinancierd uit de koloniale kas, uit giften van de rooms-katholieke missie en uit vele schenkingen, onder meer van de paters redemptoristen.
Het ontwerp van het Sint Vincentius Ziekenhuis kwam van de Nederlandse architect Martin Rietbergen (1878-1943) en was gereed in 1914. Op 23 maart 1914 begon de bouw onder leiding van J. Kemps en zijn rechterhand Louis Wittenberg, waarbij de eerste steen op 29 juni van datzelfde jaar werd gelegd. Een maand later brak de Eerste Wereldoorlog uit, waardoor de aanvoer van bouwmateriaal werd bemoeilijkt, wat leidde tot geldgebrek. In augustus moesten de werkzaamheden hierdoor  worden gestopt, maar dankzij een lening van het gouvernement konden ze op 19 juli 1915 weer hervat worden Close.
Het ziekenhuis werd op 19 juli 1916 (de feestdag van Sint Vincentius) plechtig ingezegend door bisschop Van Roosmalen, waarna het ziekenhuis in gebruik werd genomen, terwijl er nog geen elektriciteit en stromend water was. Het was echter wel een modern en hygiënisch gebouw. De eerste geneesheer-directeur was Johan Frederik Nassy (1866-1947), die deze functie behield tot 1938. Per 1 augustus 1938 werd hij opgevolgd door Frits Tjong Ayong die tot 1981 directeur zou blijven.
In 1956 kreeg het Sint Vincentius Ziekenhuis een uitbreiding met onder meer een polikliniek, die gefinancierd werd met gelden uit het Welbaartsfonds.
Het ziekenhuis staat op de monumentenlijst. In het ziekenhuis staat een borstbeeld van oud-directeur, chirurg en uroloog Frits Tjong Ayong, gemaakt door Erwin de Vries.

## Bouw
Het Sint Vincentius Ziekenhuis was het eerste gebouw met een staal- en betonconstructie van betekenis in Suriname en het eerste grote stenen gebouw in de 20e eeuw. Het gebouw heeft een lengte van 77 meter en is voorzien van zuilengalerijen. De gevels zijn van gepleisterde baksteen. Bij opening beschikte het ziekenhuis over 70 bedden. Anno 2016 waren er dat 190. Het gebouw kent twee bouwlagen. Op de begane grond bevonden zich de zalen voor de derdeklaspatiënten en de kinderen, de polikliniek, de apotheek, twee spreekkamers en de donkere kamer, die bij aanvang als operatiezaal diende. Op de eerste verdieping bevonden zich de zalen voor de eerste- en tweedeklaspatiënten en de kapel. Op beide verdiepingen waren kleine keukens aanwezig.
Het middelpaviljoen heeft een koepeltorentje. De zusters woonden boven het middenpaviljoen, totdat zij in 1953 hun eigen kloostergebouw kregen. Tegen de voorgevel aan staan vier heiligenbeelden, voorstellende van links naar rechts Sint Paulus, Maria met Christuskind, Sint Vincentius en Sint Petrus.
Naast het hoofdgebouw bevonden zich de grote keuken en de operatiezaal, die met overdekte galerijen met elkaar waren verbonden, zodat men zichzelf en de patiënten droog kon verplaatsen.
De kamers in het ziekenhuis werden geroemd door de patiënten om de minimale verhitting en de maximale ventilatie.